# Amy Hood
Amy Hood (9 agosto 1971) è un'imprenditrice statunitense, dal 2013 Chief Financial Officer presso la Microsoft Corporation.
Nel 2023, Amy si è classificata al 23º posto nella lista di Forbes delle "100 donne più potenti del mondo". 
 Sempre nel 2023 si è classificata al 17º posto nella lista delle donne più potenti di Fortune.

## Biografia
Per i primi 12 anni della sua vita, Hood è cresciuta a Morehead, nel Kentucky, e poi a Nashville, nel Tennessee. Suo padre era un medico e sua madre insegnava infermieristica. Ha una sorella che è pediatra. Hood è cresciuta nella comunità della chiesa, era il centro del sistema di valori, e ha adottato il valore che si fanno le cose per uno scopo più grande, non sempre per se stessi. Faceva parte della squadra di matematica a scuola.
Hood ha conseguito una laurea in economia alla Duke University nel 1994 e un MBA alla Harvard University. 

## Carriera
È entrata in Microsoft nel 2002 e ha ricoperto posizioni legate alle relazioni con gli investitori. Ha anche ricoperto il ruolo di capo dello staff nel settore Server and Tools e ha gestito la strategia e il team di sviluppo aziendale nella divisione Business. In precedenza, ha lavorato presso Goldman Sachs in vari ruoli, tra cui gruppi di investment banking e mercati dei capitali. L'8 maggio 2013 Microsoft ha annunciato che Hood avrebbe sostituito Peter Klein in qualità di Chief Financial Officer della compagnia.
Durante la sua permanenza in Microsoft, ha contribuito a orchestrare oltre 57 accordi, tra cui l'acquisizione di GitHub da 7,5 miliardi di dollari nel 2018.  Nel 2019, il compenso di Hood ha raggiunto quasi 20,3 milioni di dollari, con 19,1 milioni di dollari come premi e incentivi in azioni. È stata la seconda dirigente più pagata dell'azienda per l'anno.

## Vita privata
Hood è sposata con Max Kleinman, ex partner di Accenture. Hood e suo marito sono anche proprietari di minoranza del Seattle Sounders FC della Major League Soccer.